# Rožnov
Rožnov (en allemand : Roschnow) est une commune du district de Náchod, dans la région de Hradec Králové, en République tchèque. Sa population s'élevait à 373 habitants en 2022.

## Géographie
Rožnov se trouve à 15 km au nord de Hradec Králové, à 24 km à l'ouest-sud-ouest de Náchod et à 106 km à l'est-nord-est de Prague.
La commune est limitée par Velichovky et Zaloňov au nord, par Jaroměř à l'est, par Černožice et Holohlavy au sud, et par Habřina à l'ouest.

## Histoire
La première mention écrite de la localité date de 1387.

## Administration
La commune se compose de deux sections :
- Neznášov
- Rožnov

## Transports
Par la route, Rožnov se trouve à 6 km de Jaroměř, à 19 km de Hradec Králové, à 27 km de Náchod et à 130 km de Prague. 